# Tol (Micronesia)
Tol è un'isola delle Isole Caroline. Amministrativamente è una municipalità del Distretto Faichuk, di Chuuk, uno degli Stati Federati di Micronesia.
Ha 5 495 abitanti (censimento 2008).